# ميتشيل هانسون
ميتشيل هانسون (بالإنجليزية: Mitchell Hanson)‏ (2 سبتمبر 1988 بدربي في المملكة المتحدة - ) هو مدرب كرة قدم ولاعب كرة قدم بريطاني في مركز الدفاع. لعب مع أكسفورد يونايتد وبورت فايل وديربي كاونتي ونوتس كاونتي وEastwood Town F.C. ‏ وGresley Rovers F.C. ‏.

## وصلات خارجية
- ميتشيل هانسون على موقع قاعدة بيانات كرة القدم.إي يو (الإنجليزية)
- ميتشيل هانسون على موقع Soccerbase.com (لاعب) (الإنجليزية)